# 도쿄도도 제118호선
118번 도쿄도도(일본어: 東京都道118号調布経堂停車場線→도쿄도도 제118호 조후 교도 정차장선)는 도쿄도 조후시와 세타가야구 오다큐 오다와라 선 교도 역을 사이에 둔 일반 도도 노선이다. 

## 노선 개황

### 중복 구간
- 도쿄도도 제114호 무사시노 고마에 선 : 센가와2초메 교차로 - 도호 학원앞 교차로

## 지리

### 통과하는 지자체
- 도쿄도 : 조후시 - 세타가야구

### 통과하는 도로
- 국도 : 국도 제20호선
- 도도 : 도쿄도도 제114호선, 도쿄도도 제311호선, 도쿄도도 제428호선, 도쿄도도 제423호선

## 역사
지금의 세타가야구 도겐자카에서 조후시의 고슈 가도상에 위치하고 있는 다키자카가 연결되어 있는 다키자카 도로(滝坂道)의 서쪽 부분과 상이한 편이며, 동쪽 부분은 도쿄도도 제423호선의 일부로 이루어져 있다.